# Nationalsozialistische Freiheitspartei
Die Nationalsozialistische Freiheitspartei (NSFP) oder Nationalsozialistische Freiheitsbewegung (NSFB; beides kurz auch NF) war eine rechtsextreme deutsche Partei aus Deutschvölkischen und Nationalsozialisten in der Weimarer Republik, die nur kurzzeitig in den Jahren 1924/25 und als Listenvereinigung bzw. Fraktionsgemeinschaft existierte.

## Geschichte

### Entstehung
Nach der Niederschlagung des Hitlerputsches im November 1923 wurde die seinerzeit überwiegend in Süddeutschland aktive Nationalsozialistische Deutsche Arbeiterpartei (NSDAP) verboten. Hitler, wegen des Putschversuches inhaftiert, beauftragte Alfred Rosenberg mit der Weiterführung der NSDAP, wozu dieser die Großdeutsche Volksgemeinschaft (GVG) gründete. Rosenberg war bereits im Sommer 1923 für eine Wahlbeteiligung der Nationalsozialisten eingetreten; internen Schreiben zufolge strebte er spätestens ab Dezember 1923 ein Bündnis mit der Deutschvölkischen Freiheitspartei (DVFP) an. Die nach dem Putschversuch zunächst ebenfalls verbotene, weitgehend auf Norddeutschland beschränkte DVFP war 1922 als Abspaltung der Deutschnationalen Volkspartei (DNVP) entstanden. Im Gegensatz zu den Nationalsozialisten verfügte die im Februar 1924 wieder zugelassene DVFP über parlamentarische Erfahrung. Rosenberg und Gregor Strasser verständigten sich im Januar 1924 mit DVFP-Führer Albrecht von Graefe auf ein gemeinsames Vorgehen bei den Wahlen.
Unter Nationalsozialisten waren sowohl die Wahlbeteiligung als auch das Bündnis mit den Deutschvölkischen umstritten und wurde von einem „antibürgerlichen“ Flügel um Hermann Esser und Julius Streicher abgelehnt. Beide verdrängten Rosenberg aus der Führung der GVG, die fortan jegliche parlamentarische Betätigung der Nationalsozialisten ablehnte. Ähnliche Positionen wurden von norddeutschen Nationalsozialisten wie Ludolf Haase vertreten. Hitler verhielt sich in den Konflikten anfänglich widersprüchlich: In Gesprächen mit Gesinnungsgenossen lehnte er eine Wahlbeteiligung ab; zugleich nahm er Einfluss auf die Aufstellung der Kandidaten.

### Reichstagswahl im Mai 1924

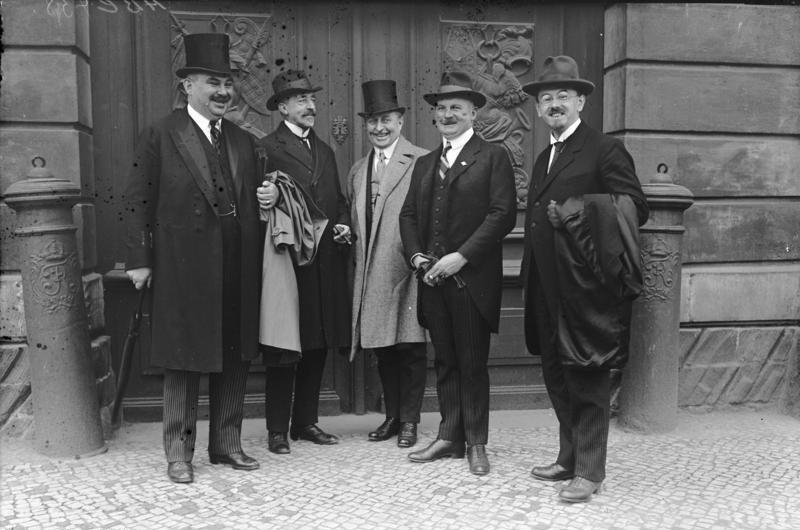
Abgeordnete der NSFP bei der Eröffnungssitzung des Reichstages am 27. Mai 1924, von links nach rechts: Konrad Schliephacke, Albrecht von Graefe, Heinrich Blume, Ernst Röhm, unbekannt

Im Wahlkampf zur Reichstagswahl am 4. Mai 1924 agitierten Deutschvölkische und Nationalsozialisten gegen das demokratisch-parlamentarische System, die Stellung der Juden in Deutschland, den Friedensvertrag von Versailles und den Dawes-Plan. Gefordert wurde ein völkischer Staat ohne Klassenkampf und mit einer berufsständischen Volksvertretung. Ein über Alltagsforderungen hinausgehendes Parteiprogramm kam nicht zustande, da die programmatischen Vorstellungen Ernst zu Reventlows, Gottfried Feders, Reinhold Wulles und Artur Dinters weit auseinandergingen.
Deutschvölkische und Nationalsozialisten traten auf regional unterschiedlich bezeichneten Wahlvorschlägen an, die mit dem Reichswahlvorschlag Vereinigte Listen der Deutschvölkischen Freiheitspartei und der Nationalsozialistischen Deutschen Arbeiterpartei verbunden waren. Die ursprüngliche Vereinbarung zwischen Graefe und Rosenberg hatte vorgesehen, dass Deutschvölkischen und Nationalsozialisten in 17 beziehungsweise 18 Wahlkreisen die endgültige Entscheidung über die Kandidatenliste zustand. Während der Aufstellung der Kandidaten wurden die Nationalsozialisten systematisch durch die Deutschvölkischen benachteiligt, so dass in den Wahlkreisen nördlich des Mains fast ausschließlich Kandidaten der DVFP zur Wahl standen. Ebenso wurden die aussichtsreichen Plätze des Reichswahlvorschlags überwiegend von Deutschvölkischen eingenommen.
Die Listenvereinigung erlangte bei der Maiwahl 32 Sitze. Etwa ein Drittel der Abgeordneten waren NSDAP-Mitglieder: Hans Dietrich, Gottfried Feder, Wilhelm Frick, Emil Gansser, Hans Jacob, Christian Mergenthaler, Ernst Röhm, Fritz Tittmann und Theodor Vahlen. Der Nationalsozialist Hermann Kriebel saß in Haft und nahm sein Mandat nie wahr; bei Paul Rahl ist eine NSDAP-Mitgliedschaft nicht sicher bekannt. Erich Ludendorff war keiner der beiden Parteien zuzurechnen. Während der zweiten Wahlperiode stießen zwei Abgeordnete der Deutschsozialen Partei zur NF, Friedrich Stock und Hans Kurth.
Der Journalist Konrad Heiden zählte viele der Abgeordneten zu den „alten völkischen ›Wanderscholaren‹ und Vereinsmeier[n]“. Der Sozialdemokrat Paul Levi sah in den Völkischen eine „Bewegung von Deklassierten“, an deren Spitze ein „Trupp von bankrott gegangenen Generalen“ stehe. Ein Sozialprofil der NSFP-Abgeordneten kommt zu abweichenden Ergebnissen: Fast die Hälfte der Abgeordneten hatte einen Hochschulabschluss. Überproportional viele Abgeordnete waren Parteifunktionäre und Beamte, während Arbeiter, Unternehmer, Kaufleute und Handwerker nicht oder kaum vertreten waren. Allerdings könne knapp ein Drittel der Abgeordneten als „gesellschaftliche Absteiger“ gewertet werden, da sie dem mutmaßlich gering bezahlten Führungspersonal einer politischen Bewegung mit seinerzeit nur wenigen Erfolgsaussichten zuzurechnen seien, so der Historiker Martin Döring.

### Versuch einer völkischen Sammelpartei
Unmittelbar nach der Wahl gaben DVFP und NSDAP bekannt, dass die gemeinsame Fraktion den Namen Nationalsozialistische Freiheitspartei tragen soll. In der Fraktionsführung dominierten die Deutschvölkischen, wobei Graefe Fraktionsführer und Reventlow sein Stellvertreter war. Die Ambitionen Ludendorffs und der Deutschvölkischen gingen weit über eine Fraktionsgemeinschaft hinaus und zielten auf die Schaffung einer völkischen Sammelpartei: Eine Ende Mai – vorgeblich auch im Namen Hitlers – veröffentlichte Resolution der Fraktion kam „einem Fusionsbefehl an die Völkischen außerhalb des Reichstags“ gleich. Dies stieß auf den Protest Rosenbergs. Aus Sicht der Nationalsozialisten war eine rein bürgerliche Konkurrenzpartei im Entstehen, die wenig Raum für den eigenen Radikalismus bot. Ab Frühsommer 1924 äußerte sich Hitler als radikaler Gegner jeglicher parlamentarischer Betätigung.
Während einer völkischen Tagung in Weimar am 16. und 17. August 1924 versuchte Hitler per Telegramm erfolglos, Gregor Strasser von einer Mitarbeit in der NSFP-Führung abzubringen. Endgültige organisatorische Entscheidungen wurden in Weimar verschoben. Die Tagung ging auf eine Initiative Ludendorffs zurück, der sich selbst als Führer des Zusammenschlusses positionieren wollte. Nach der Tagung wuchsen die Spannungen zwischen Deutschvölkischen und Nationalsozialisten in der Fraktion. Ludendorff konnte dabei der ihm zugedachten Führungsrolle nicht gerecht werden und führte die Spannungen auf „im geheimen arbeitende Kräfte“ zurück. Einzelne Abgeordnete bezichtigte er, Mitglieder eines Druiden-Ordens zu sein – Behauptungen, die sein Ansehen in der Fraktion weiter schmälerten. Ab Ende August blieb Ludendorff dem Reichstag fern.
Ende Oktober 1924 wurde der Zusammenschluss von DVFP und NSDAP formal unter dem Namen Nationalsozialistische Freiheitsbewegung (NSFB bzw. NF) vollzogen. Hintergrund war die anstehende Neuwahl des Reichstages, die – so ein Aufruf von Ludendorff, Graefe und Strasser – Zwang zur Gemeinsamkeit schaffe. Der Völkische Block in Bayern schloss sich der NSFB als Landesverband an. Bei führenden Nationalsozialisten stieß der Aufruf meist auf Ablehnung; auch Hitler erteilte der NSFB eine Absage. Norddeutsche Nationalsozialisten und die GVG riefen zum Wahlboykott auf.
Am 14. Februar 1925 löste sich die NSFB faktisch wieder auf, indem Ludendorff, Graefe und Strasser die Führung niederlegten. Hitler war am 20. Dezember aus der Haft entlassen worden und erreichte in Verhandlungen mit dem bayerischen Ministerpräsidenten Heinrich Held eine Wiederzulassung der NSDAP, die am 27. Februar wieder gegründet wurde. Am 16. Februar hatten führende Politiker der DVFP die Deutschvölkische Freiheitsbewegung (DVFB) gegründet.

### Reichstagswahl im Dezember 1924
Bei der Reichstagswahl am 7. Dezember erzielte die NSFB nur noch 14 Mandate. Im Vergleich zur Maiwahl hatte sich die wirtschaftliche Situation stabilisiert; zudem fehlte die propagandistische Wirkung des Hitlerputsches und des Prozesses gegen die Putschisten. Neun Abgeordnete waren der DVFP, vier der NSDAP zuzurechnen. Hinzu kam Ludendorff. Unterschiedliche Haltungen zur Reichspräsidentenwahl führten im März 1925 zur organisatorischen Trennung beider Parteien im Reichstag: Die NSDAP nominierte Ludendorff; die DVFB unterstützte Karl Jarres.
Als der Abgeordnete Georg Best im Mai 1925 die DNVP-Fraktion verließ, bestand wieder die Möglichkeit eine Fraktion zu bilden, wofür 15 Abgeordnete notwendig waren. Best schloss sich als Gast der im Juni entstandenen Völkischen Arbeitsgemeinschaft an, die von nationalsozialistischer Seite als „Vernunftehe“ angesehen wurde. Im Februar 1927 verließen die Abgeordneten Kube, Reventlow und Stöhr die DVFB nach innerparteilichen Auseinandersetzungen. Reventlow und Stöhr schlossen sich sofort der NSDAP an, der damit mehr Abgeordnete angehörten als der DVFB. Forderungen der NSDAP, ihr Führung und Vorsitz in der Völkischen Arbeitsgemeinschaft zu überlassen, wurden von der DVFB abgelehnt. Die Fraktion zerbrach im März 1927 durch den Austritt der NSDAP-Mitglieder. Am Ende der Legislaturperiode wurden die fraktionslosen Abgeordneten als NSDAP-Mitglieder (Dietrich, Feder, Frick, Kube, Reventlow, Stöhr, Strasser) beziehungsweise als Angehörige der „Völkischen Arbeitsgemeinschaft (Völkisch-nationaler Block)“ (Graefe, Henning, Ramin, Schröder, Weidenhöfer) geführt. Seiffert und Best gehörten der Volksrechtpartei an; Ludendorff war parteilos.

## Liste der NF-Reichstagsabgeordneten
In der nachfolgenden Liste werden eventuelle frühere oder spätere Mandate anderer Fraktionen nicht berücksichtigt.
- Georg Ahlemann (2. Wahlperiode)
- Georg Best (3. Wahlperiode, Gast)
- Heinrich Blume (2. Wahlperiode)
- Arno Chwatal (2. Wahlperiode)
- Hans Dietrich (2. und 3. Wahlperiode)
- Karl Fahrenhorst (2. Wahlperiode)
- Gottfried Feder (2. und 3. Wahlperiode)
- August Fleck (2. Wahlperiode)
- Wilhelm Frick (2. und 3. Wahlperiode)
- Theodor Fritsch (2. Wahlperiode)
- Emil Gansser (2. Wahlperiode)
- Albrecht von Graefe (2. und 3. Wahlperiode)
- Wilhelm Henning (2. und 3. Wahlperiode)
- Hans von Heydebreck (2. Wahlperiode)
- Hans Jacob (2. Wahlperiode)
- Hermann Kriebel (2. Wahlperiode)
- Wilhelm Kube (2. und 3. Wahlperiode)
- Hans Kurth (2. Wahlperiode)
- Erich Ludendorff (2. und 3. Wahlperiode)
- Christian Mergenthaler (2. Wahlperiode)
- Paul Rahl (2. Wahlperiode)
- Jürgen von Ramin (2. und 3. Wahlperiode)
- Ernst zu Reventlow (2. und 3. Wahlperiode)
- Ernst Röhm (2. Wahlperiode)
- Christian Roth (2. Wahlperiode)
- Hanns Ruckdäschel (2. Wahlperiode)
- Konrad Schliephacke (2. Wahlperiode)
- Paul Schröder (2. und 3. Wahlperiode)
- Paul Seiffert (3. Wahlperiode)
- Hans Stelter (2. Wahlperiode)
- Friedrich Stock (2. Wahlperiode)
- Franz Stöhr (2. und 3. Wahlperiode)
- Gregor Strasser (3. Wahlperiode)
- Fritz Tittmann (2. Wahlperiode)
- Theodor Vahlen (2. Wahlperiode)
- Georg Weidenhöfer (2. und 3. Wahlperiode)
- Reinhold Wulle (2. Wahlperiode)

## Wahlergebnisse
| Wahlkreis | Wahlkreis                |                                       | Mai 1924  | Mai 1924 | Dezember 1924 | Dezember 1924 |
| --------- | ------------------------ | ------------------------------------- | --------- | -------- | ------------- | ------------- |
|           | Deutschland              | Vereinigte Listen a                   | 1.918.329 | 6,6 %    | 907.242       | 3,0 %         |
| 1         | Ostpreußen               | Völkischsozialer Freiheitsblock       | 87.822    | 8,6 %    | 62.236        | 6,2 %         |
| 2         | Berlin                   | Deutschvölkische Freiheitspartei      | 39.930    | 3,6 %    | 17.807        | 1,6 %         |
| 3         | Potsdam II               | Deutschvölkische Freiheitspartei      | 56.597    | 6,5 %    | 26.273        | 2,9 %         |
| 4         | Potsdam I                | Deutschvölkische Freiheitspartei      | 50.873    | 5,8 %    | 25.751        | 2,8 %         |
| 5         | Frankfurt an der Oder    | Deutschvölkische Freiheitspartei      | 40.578    | 5,0 %    | 26.524        | 3,2 %         |
| 6         | Pommern                  | Deutschvölkischer Wahlverband Pommern | 65.630    | 7,3 %    | 38.229        | 4,2 %         |
| 7         | Breslau                  | Deutschvölkische Freiheitspartei      | 37.905    | 4,0 %    | 13.649        | 1,4 %         |
| 8         | Liegnitz                 | Deutschvölkische Freiheitspartei      | 8.885     | 1,5 %    | 9.078         | 1,5 %         |
| 9         | Oppeln                   | Deutschvölkische Freiheitspartei      | 11.865    | 2,6 %    | 8.200         | 1,5 %         |
| 10        | Magdeburg                | Völkischsozialer Freiheitsblock       | 43.184    | 4,9 %    | 27.292        | 3,0 %         |
| 11        | Merseburg                | Völkischsozialer Block                | 62.098    | 8,7 %    | 31.424        | 4,3 %         |
| 12        | Thüringen                | Völkischsozialer Block                | 110.604   | 9,9 %    | 60.317        | 5,4 %         |
| 13        | Schleswig-Holstein       | Völkischsozialer Block                | 55.417    | 7,4 %    | 20.513        | 2,7 %         |
| 14        | Weser-Ems                | Völkischsozialer Block                | 48.993    | 7,4 %    | 33.072        | 4,8 %         |
| 15        | Ost-Hannover             | Völkischsozialer Block                | 43.437    | 8,6 %    | 22.200        | 4,4 %         |
| 16        | Südhannover-Braunschweig | Völkischsozialer Block                | 77.068    | 7,6 %    | 34.019        | 3,4 %         |
| 17        | Westfalen Nord           | Völkischsozialer Block                | 37.167    | 3,5 %    | 13.646        | 1,3 %         |
| 18        | Westfalen Süd            | Völkischsozialer Block                | 19.109    | 1,5 %    | 14.317        | 1,1 %         |
| 19        | Hessen-Nassau            | Völkischsozialer Block                | 66.604    | 5,6 %    | 29.086        | 2,5 %         |
| 20        | Köln-Aachen              | Völkischsozialer Block                | 13.322    | 1,5 %    | 5.241         | 0,6 %         |
| 21        | Koblenz-Trier            | Völkischsozialer Block                | 6.987     | 1,3 %    | -             | -             |
| 22        | Düsseldorf Ost           | Völkischsozialer Block                | 38.274    | 4,0 %    | c 16.614      | 1,6 %         |
| 23        | Düsseldorf West          | Völkischsozialer Block                | 19.791    | 2,6 %    | a 7.259       | 0,9 %         |
| 24        | Oberbayern-Schwaben      | Völkischer Block                      | 164.565   | 17,0 %   | e 55.777      | 4,8 %         |
| 25        | Niederbayern             | Völkischer Block                      | 46.246    | 10,2 %   | e 16.748      | 3,0 %         |
| 26        | Franken                  | Völkischer Block                      | 230.010   | 20,7 %   | e 94.336      | 7,5 %         |
| 27        | Pfalz                    | Völkischer Block                      | 21.071    | 5,7 %    | 8.229         | 1,9 %         |
| 28        | Dresden-Bautzen          | Völkischsozialer Block                | 43.807    | 4,5 %    | 15.153        | 1,5 %         |
| 29        | Leipzig                  | Völkischsozialer Block                | 55.336    | 7,9 %    | 13.212        | 1,8 %         |
| 30        | Chemnitz-Zwickau         | Völkischsozialer Block                | 70.717    | 7,7 %    | 39.338        | 4,2 %         |
| 31        | Württemberg              | Völkischsozialer Block b              | 50.786    | 4,1 %    | 25.275        | 2,1 %         |
| 32        | Baden                    | Völkischsozialer Block                | 45.049    | 4,8 %    | 19.160        | 1,9 %         |
| 33        | Hessen-Darmstadt         | Völkischsozialer Block                | 17.893    | 2,9 %    | 8.212         | 1,3 %         |
| 34        | Hamburg                  | Völkischsozialer Block                | 37.757    | 6,0 %    | 14.479        | 2,3 %         |
| 35        | Mecklenburg              | Deutschvölkische Freiheitspartei      | 92.952    | 20,8 %   | 54.576        | 11,9 %        |